# قرار مجلس الأمن التابع للأمم المتحدة رقم 636
قرار مجلس الأمن الدولي رقم 636 لعام 1989 الصادر بتاريخ 6 يوليو يطلب من إسرائيل أن تكفل العودة إلى الأراضي المحتلة للذين تم إبعادهم (ثمانية مدنيين فلسطينيين في 29 يونيو 1989) وأن تكف إسرائيل عن إبعاد أي فلسطينيين مدنيين آخرين.